# Chaetosopus infalsatus
Chaetosopus infalsatus là một loài bọ cánh cứng trong họ Cerambycidae.